# Михай Стойкица
Михай Стойкица (на румънски Mihai Stoichiţă) е бивш румънски футболист и треньор.